# Faberia
Faberia là một chi thực vật có hoa trong họ Cúc (Asteraceae).

## Loài
Chi Faberia gồm các loài: